# Luis Tejada
Luis Tejada   (Ciutat de Panamà, 28 de març de 1982 - Omar Torrijos, 28 de gener de 2024) fou un futbolista panameny de la dècada de 2010. Fou 104 cops internacional amb la selecció de Panamà amb la qual participà en el Mundial de 2018.